# NGC 4383
NGC 4383 is een spiraalvormig sterrenstelsel in het sterrenbeeld Hoofdhaar. Het hemelobject ligt 90,2 miljoen lichtjaar van de Aarde verwijderd en werd op 23 mei 1862 ontdekt door de Duitse astronoom Eduard Schönfeld.

## Synoniemen
- UGC 7507
- IRAS 12228+1644
- MCG 3-32-30
- ZWG 99.44
- MK 769
- VCC 801
- KUG 1222+167
- PGC 40516